# Sebastião Varela
Sebastião Varela (Lisboa, 1997) é um realizador, músico e fotógrafo português premiado nos Prémios Sophia, com o trailer do documentário Zé Pedro Rock n'Roll.

## Biografia
Sebastião Varela nasceu na capital portuguesa, no dia 27 de Agosto de 1997. Fez o curso de  Comunicação Audio-visual na Escola Artística António Arroio, seguindo-se a Kingston University, onde obteve o Bachelor of Arts with Honours, no curso de Filmmaking. 
Formou com o irmão, o guitarrista Gaspar Varela, e Rafael Matos a banda Expresso Transatlântico. 

## Prémios e nomeações
Viu a sua curta-metragem Creating Neptune, ser nomeada para o prémio de Melhor Curta-Metragem, no Screentest: The National Student Film Festival de 2018.
Realizou o trailer do premiado documentário Zé Pedro Rock n'Roll, no qual também trabalhou como produtor associado, tendo ganho o Prémio de Melhor Trailer, na edição de 2021 dos Prémios Sophia. 
Em 2022, foi nomeado para os Play - Prémios da Música Portuguesa, pelo videoclip do tema Barquinha, da banda  Expresso Transatlântico que conta com a participação de Conan Osiris, autor da letra. 

## Filmografia
A sua filmografia é composta por: 

#### Realizador
- 2018 -  Creating Neptune, curta-metragem experimental [5]

- 2019 - Before the Wind, curta-metragem de ficção [5]
- 2021 - Naufrágio, curta-metragem

#### Produtor e Assistente de Produção
- 2017 - Os Cantadores de Paris, documentário de Tiago Pereira em que trabalhou como assistente de montagem [5][5]
- 2021 - Do Bairro, documentário de Diogo Varela Silva em que trabalhou como produtor [12]
- 2022 - João Ayres, Pintor Independente, documentário de Diogo Varela Silva em que trabalhou como produtor

## Ligações Externas
- Cinema em Português | Trailer do documentário Zé Pedro Rock n´Roll
- Expresso Transatlântico | Videoclip do tema Braquinha, com Conan Osiris (2022)